# Stenandrium praecox
Stenandrium praecox är en akantusväxtart som beskrevs av S. L. Moore. Stenandrium praecox ingår i släktet Stenandrium och familjen akantusväxter. Inga underarter finns listade i Catalogue of Life.